# Hoilungia hongkongensis
Hoilungia hongkongensis (лат.) — второй из двух описанных видов типа пластинчатые, единственный в роде Hoilungia. Описан в 2018 году на основании генетических отличий от Trichoplax adhaerens, который до этого более века считался единственным представителем типа.

## История открытия
Группа исследователей во главе с Михаэлем Эйтелем (нем. Michael Eitel) отсеквенировала и собрала геном линии H13 Trichoplax adhaerens, которая обитает в водах Гонконга, после чего сравнила его с геномом Trichoplax adhaerens, секвенированным в 2008 году. Сравнение геномов показало, что они относятся к организмам разных родов; исследователи также установили, что ключевым механизмом видообразования у пластинчатых является дупликация генов. Результаты исследования были опубликованы в 2018 году. В этой же работе было предложено выделить линию H13 в отдельный вид, названный Hoilungia hongkongensis.

## Описание
Морфологически и микроскопически H. hongkongensis не отличается от T. adhaerens. У обоих видов пластинчатых насчитывается около шести типов клеток, образующих три слоя, а ось тела соответствует орально-аборальной оси стрекающих. Просвечивающая электронная микроскопия поперечных срезов тела показала, что различий во внутренней структуре у T. adhaerens и H. hongkongensis нет. Как и у T. adhaerens, верхний слой тела H. hongkongensis образован уплощёнными одножгутиковыми клетками, которые содержат плотные гранулы в верхней части клетки вблизи мембраны и иногда крупные вакуоли. Промежуточный слой тела представлен сетью соединённых друг с другом волокнистых клеток, которые содержат особые митохондриальные комплексы, крупные вакуоли с гетерогенным содержимым, плотные конкрементные вакуоли, а в эндоплазматическом ретикулуме выявляются эндосимбиотические бактерии. Волокнистые клетки могут сокращаться и обеспечивают быстрое изменение формы тела животного. Нижний слой образован одножгутиковыми цилиндрическими клетками, ядра которых локализуются в верхней части клеток, липофильными клетками, содержащими крупные везикулы, а также небольшим числом железистых клеток, несущих по одному жгутику. Каждая липофильная клетка содержит множество гранул среднего размера, одна из которых (секреторная гранула) примыкает к нижней мембране. Нижний слой тела участвует в перемещении и питании животного. И в верхнем, и в нижнем слое клетки соединены друг с другом апикальными контактами.
Населяет солёные и солоноватые воды вблизи Гонконга. Особенности образа жизни, питания и размножения по состоянию на 2019 год не изучены.
Секвенирование, сборка и аннотирование генома H. hongkongensis показали, что геном этого вида содержит на 511 генов меньше, чем геном T. adhaerens. Хотя порядок большинства генов (синтения) у обоих видов пластинчатых одинаков, у H. hongkongensis было выявлено много инверсий и транслокаций, отсутствующих в геноме T. adhaerens, что указывает на глубокое разделение между двумя видами. Анализ дивергенции последовательностей также указал на неожиданно большое эволюционное расстояние между двумя видами пластинчатых. Было также показано, что ключевой механизм видообразования у пластинчатых (то есть разделения вида на два новых) — дупликации генов. В частности, оказалось, что и у T. adhaerens, и у H. hongkongensis существуют независимые дупликации генов GPCR. Анализ аллелей ряда генов показал, что между T. adhaerens и H. hongkongensis существует репродуктивная изоляция, то есть соблюдается один из ключевых признаков принадлежности организмов к разным видам. Более того, сравнение генома H. hongkongensis с геномами других Metazoa подтвердило, что пластинчатые — это сестринская группа клады, включающей стрекающих и Bilateria.